# 구쓰키 도모쓰나
쿠츠키 토모츠나(일본어: 朽木倫綱 くつき ともつな[*])는 탄바국 후쿠치야마번 9대 번주이자, 후쿠치야마번 쿠츠키가 10대 당주이다.

## 생애
메이와 4년 (1767년) 1월 7일, 7대 번주 쿠츠키 노부츠나의 장남으로 태어났다.
덴메이 6년 (1786년) 7월 9일, 8대 번주 쿠츠키 마사츠나의 양자가 되었다. 같은 해 12월 15일 (1787년 2월 2일), 11대 쇼군 도쿠가와 이에나리를 배알했다. 덴메이 7년 12월 18일 (1788년 1월 25일), 종5위하 토사노카미에 서임된다. 간세이 12년 (1800년) 윤4월 9일, 마사츠나의 은거로 가독을 이었다. 10월 4일에는 소샤반에 임명되는 등, 장래가 일찍부터 촉망될 만큼 유능했지만, 양아버지의 뒤를 따르듯 교와 2년 (1802년) 12월 20일에 36세의 나이로 사망했다.
가독은 마사츠나의 친아들인 츠나카타가 이었다.

## 가족 관계
- 아버지 : 쿠츠키 노부츠나 (1731년 ~ 1787년)
- 어머니 : 불명
- 양아버지 : 쿠츠키 마사츠나 (1750년 ~ 1802년)
- 정실 : 마츠다이라 나오츠구의 딸 센쥬인(千寿院)
  - 아들 : 쿠츠키 츠나에다 (1801년 ~ 1836년) - 쿠츠키 츠나카타의 양자
- 생모 불명의 자녀
  - 아들 : 쿠츠키 츠나토쿠
  - 딸 : 이타쿠라 카츠스케의 정실
  - 딸 : 키노시타 토시아츠의 정실
  - 딸 : 마츠다이라 노리요시의 정실
- 양자
  - 아들 : 쿠츠키 츠나카타 (1787년 ~ 1838년) - 쿠츠키 마사츠나의 차남

| 전임 쿠츠키 마사츠나 | 제9대 후쿠치야마번 번주 1800년 - 1802년 | 후임 쿠츠키 츠나카타 |